# Sausalito (Kalifornia)
Sausalito város az USA Kalifornia államában, Marin megyében. Lakosainak száma 7269 fő (2020. április 1.).

## Népesség
A település népességének változása:

| 2010 | 7 061 |
| 2020 | 7 269 |